# Cavea tanguensis
Cavea tanguensis (J.R.Drumm.) W.W.Sm. & J.Small, 1917 è una pianta angiosperma dicotiledone appartenenti alla famiglia delle Asteraceae. Cavea tanguensis è anche l'unica specie del genere Cavea W.W.Sm. & J.Small, 1917

## Etimologia
Il nome del genere (Cavea) è stato dato in onore di George Cave, che era il curatore del Lloyd's Botanical Garden a Darjeeling e che raccolse molte nuove piante da tutto il Sikkim.

## Descrizione
Sono piante erbacee perenni, talvolta sono dioiche e/o monoiche. Possiedono un robusto e ramificato rizoma. I fusti sono eretti e semplici. Le foglie, a disposizione alternata e per lo più basali, hanno delle forme ovato-lanceolate e un picciolo distinto (quelle cauline sono più o meno sessili); la superficie è pubescente.
Le infiorescenze sono composte da larghi capolini campanulati, terminali e solitari. I capolini, eterogami e disciformi oppure omogami e unisessuali, sono formati da un involucro a forma più o meno cilindrica composto da diverse brattee disposte su più serie in modo embricato e scalato all'interno delle quali un ricettacolo fa da base ai fiori. Le brattee hanno una consistenza fogliacea. Il ricettacolo è piano (o convesso), faveolato e privo di pagliette ("ricettacolo nudo").
I fiori sono ermafroditi, tetraciclici (calice – corolla – androceo – gineceo) e pentameri. I fiori si dividono in regolari (ermafroditi-femminili e fertili, molto numerosi), quelli esterni nei capolini eterogami e funzionalmente staminali (20 - 30 fiori solo maschili e sterili), quelli interni nei capolini eterogami.
- Formula fiorale:

- /x K {\displaystyle \infty }, [C (5), A (5)], G 2 (infero), achenio

- Calice: i sepali del calice sono ridotti o quasi inesistenti (il calice consiste in una minuta coroncina).
- Corolla: la corolla, tubolare-campanulata (solo tubolare nei fiori femminili), è ricoperta da robusti peli multicellulari; quella dei fiori staminali è più grande e profondamente penta-lobati
- Androceo: gli stami sono 5 con filamenti liberi e glabri e antere corte e calcarate sono saldate; sono prive di code, mentre il collare dell'antera è poco sviluppato. Gli ispessimenti della parete cellulare endoteliale sono poco appariscenti o assenti.
- Gineceo: l'ovario è infero uniloculare formato da 2 carpelli; lo stilo è uno, senza articolazioni e con rami spatolati (gli stigmi), nei fiori maschili, oppure è indiviso in quelli femminili; gli stigmi sono ricoperti da peli a 3 - 4 lobi; le aree stigmatiche sono marginali e apicalmente confluenti.

### Frutti
Il frutto è un achenio con pappo. L'achenio ha una forma oblunga, affusolata o subquadrangolare; la superficie è ricoperta densamente da peli multicellulari doppi. Il pappo è formato da una serie di setole barbate color porpora nei fiori maschili (nei fiori femminili le serie sono due). Gli acheni dei fiori staminali (quelli interni di una capolino eterogamo) sono vestigiali con un pappo formato da alcune setole apicali leggermente espanse.

## Biologia
- Impollinazione: l'impollinazione avviene tramite insetti (impollinazione entomogama tramite farfalle diurne e notturne).
- Riproduzione: la fecondazione avviene fondamentalmente tramite l'impollinazione dei fiori (vedi sopra).
- Dispersione: i semi (gli acheni) cadendo a terra sono successivamente dispersi soprattutto da insetti tipo formiche (disseminazione mirmecoria). In questo tipo di piante avviene anche un altro tipo di dispersione: zoocoria. Infatti le brattee dell'involucro possono agganciarsi ai peli degli animali di passaggio disperdendo così anche su lunghe distanze i semi della pianta.

## Distribuzione e habitat
La distribuzione delle piante di questa specie è relativa all'India del nord-est e alla Cina del sud-ovest.

## Tassonomia
La famiglia di appartenenza di questa voce (Asteraceae o Compositae, nomen conservandum) probabilmente originaria del Sud America, è la più numerosa del mondo vegetale, comprende oltre 23.000 specie distribuite su 1.535 generi, oppure 22.750 specie e 1.530 generi secondo altre fonti (una delle checklist più aggiornata elenca fino a 1.679 generi). La famiglia attualmente (2021) è divisa in 16 sottofamiglie.

### Filogenesi
Il genere di questa voce appartiene alla tribù Gymnarrheneae della sottofamiglia Gymnarrhenoideae. Questa assegnazione è stata fatta solo ultimamente in base ad analisi di tipo filogenetico sul DNA delle piante del genere. In precedenza, anche se alcuni caratteri lo accomuna al gruppo delle Carduoide, era descritto all'interno delle saussuree (vedi il sinonimo Saussurea tanguensis J.R.Drumm.) o posizionato vicino alle Inuleae; in altre occasioni era definito come "incertae sedis" tra i generi della tribù Cardueae.
Un carattere significativo per questa specie è la superficie stigmatica divisa in due bande.